# Nemorilla maculosa
Nemorilla maculosa är en tvåvingeart som först beskrevs av Johann Wilhelm Meigen 1824.  Nemorilla maculosa ingår i släktet Nemorilla och familjen parasitflugor. Arten är reproducerande i Sverige. Inga underarter finns listade i Catalogue of Life.